# زيارة (صوماليلاند)
زيارة (بالصومالية: Siyaara)‏ كانت مستوطنة ساحلية تاريخية وحصنًا يقع في منطقة الساحل في أرض الصومال .

## علم أصول الكلمات
اشتق اسم زيارة من الكلمة الصومالية Siyaaro، وهو مصطلح يستخدم لوصف الحج السنوي المحلي إلى موقع مقدس حيث يتم دفن سلف عشيرة أو قديس. كلمة الصومالية تستمد في نهاية المطاف من الكلمة العربية لنفس المعنى: ziyārah (زيارة).

## التاريخ

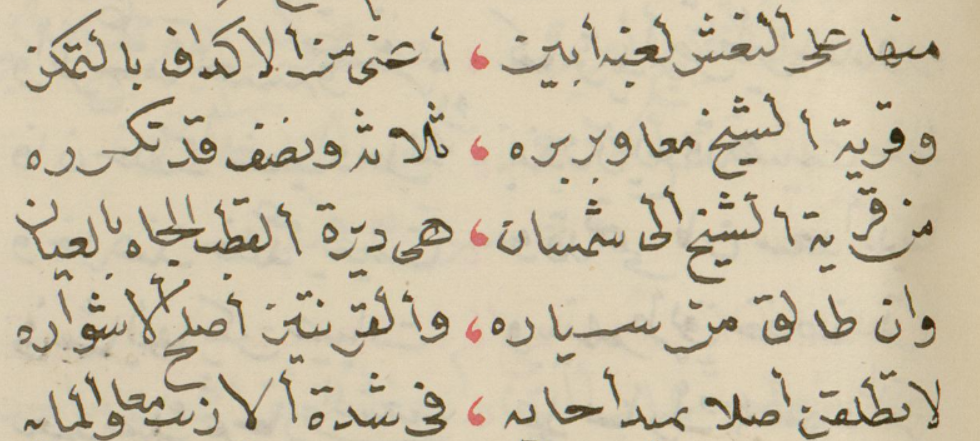
ملاحظات ابن ماجد على سيرا وعيل الشيخ وبربرة

الأسطوري القرن 15 الرحالة العربي أحمد بن ماجد كتب من زيارة والعديد من المعالم الأخرى البارزة وموانئ الساحل الصومالي الشمالي، بما في ذلك بربرة وجزر سعد الدين زنكي وعلولة وهيس.

كانت زيارة مركزًا تجاريًا موسميًا يقع على بعد حوالي 30 كيلومترًا شرق بربرة، حيث كان فرع المكاهيل المحلي لسعد موسى، يدير هبر أوال حصنًا هناك ويحقق إيرادات منتظمة من السفن التي تطلب في سيارة لتجديد احتياطيات المياه العذبة في الطريق إلى معرض بربرة التجاري:
زيارة، وهي عبارة عن حصن وقرية صغيرة تابعة لفرع المكاهيل في هبر أوال، هي مكان ري بربرة، وتحقق إيرادات صغيرة من القوارب التي تلامس هناك في طريقها إلى معرض بربرة والعودة منه. 
في عام 1845، استأجر شارماركي علي صالح - الذي كان حينها حاكم زيلا - أربع سفن صومالية من مدينة زيارة مع رجال ومواد بناء لتشييد حصونه لتدعيم سيطرته على بربرة، والتي استمرت من 1845 إلى 1852.
بعد مذبحة هبر أوال التي راح ضحيتها سفر ريتشارد بيرتون ومقتل عدد من الضباط البريطانيين عام 1854، دفعت البحرية الملكية إلى محاصرة ساحل هبر الأول. تم إنشاء الحصار من جبل ألميس إلى سيارة وشل التجارة في بربرة وبلهار مع التوصل إلى تسوية في عام 1856.

## علم الآثار
في عام 2016 ومرة أخرى في عام 2020، قام فريق الآثار الإسباني بقيادة إنسيبيت (Instituto de Ciencias del Patrimonio) بمسح موقع سيارة وعمل عددًا من الاكتشافات الأثرية الجديدة، بما في ذلك المباني الحجرية المصنوعة من الأحجار المرجانية وعدة مئات من قبور ودفن المسلمين. . كما كشف الفريق النقاب عن كميات عديدة من الأواني الفخارية والزجاجية والحجرية المستوردة والمحلية وتراكمات من العظام والرماد (مما يدل على الأعياد والتجمعات الكبيرة).